# Ceva Logistics
Ceva Logistics est une entreprise de logistique basée à Marseille en France. Elle est issue de la fusion des anciennes activités de logistiques de TNT avec le groupe Eagle Global Logistics (EGL), basé à Houston. Elle appartient au groupe CMA CGM.

## Histoire
En août 2006, TNT N.V. vend sa division logistique à Apollo Global Management pour 1,9 milliard de dollars, qui la renomme Ceva Logistics en novembre 2007.
En avril 2018, CMA CGM annonce l'acquisition d'une participation de 25 % dans Ceva Logistics, au travers d'une augmentation de capital.
Le 4 mai 2018, la société fait son entrée à la bourse Suisse SIX (SIX : CEVA), à la suite d'une introduction en bourse démarrée le 20 avril 2018 proposant un prix de vente de son action entre 27,50 et 52,50 CHF. Le prix retenu est le plus bas de la fourchette, à 27,50 CHF. Cette introduction en bourse permet à la société de lever 1,2 milliard de francs suisses,,.
En avril 2019 CMA-CGM finalise le rachat de Ceva Logistics, la société sera délistée à la suite de cette acquisition et ouvrira un centre opérationnel à Marseille. Le 14 novembre, le siège social est officiellement transféré à Marseille, temporairement au sein des Docks, puis dans la Tour Mirabeau en 2024.
En décembre 2021, CMA CGM annonce l'acquisition de la filiale Commerce and Lifecycle Services d'Ingram Micro pour 3 milliards de dollars, qui est intégrée à Ceva,,.
En avril 2022, CMA CGM annonce acquérir la société Gefco, ayant alors 11 500 employés, détenue d'une part par les Chemins de fer russes à hauteur de 75 % et d'autre part par Stellantis à hauteur de 25 %, pour un montant situé entre 450 et 500 millions d'euros,. Elle est intégrée à Ceva.
En mai 2023, CMA CGM annonce l'acquisition pour 5 milliards d'euros de Bolloré Transport & Logistics (près de 8 milliards d'euros de chiffre d'affaires et 13 000 salariés),. Cette activité est intégrée à Ceva à partir de février 2024.
En avril 2025, Ceva annonce l'acquisition pour 440 millions de dollars l'entreprise turque Borusan Tedarik, ayant 4 000 salariés.

## Communication
Le 26 janvier 2022 Ceva Logistics officialise un contrat en tant que « Team Partner » de la Scuderia Ferrari, l'entreprise sera chargée de la logistique de l'écurie Italienne, ainsi que de ses activités en GT. Le logo de l'entreprise sera aussi affiché sur les vêtements et les monoplaces de l'écurie de Maranello.
En 2023, le groupe CMA-CGM devient un partenaire officiel des Jeux olympiques et paralympiques de Paris 2024. À ce titre, Ceva Logistics devient le partenaire logistique officiel des JOP de 2024.